# Ogcodes angustimarginatus
Ogcodes angustimarginatus este o specie de muște din genul Ogcodes, familia Acroceridae. A fost descrisă pentru prima dată de Enrico Adelelmo Brunetti în anul 1920.
Este endemică în Sri Lanka. Conform Catalogue of Life specia Ogcodes angustimarginatus nu are subspecii cunoscute.